# Péninsule Devlin
Péninsule Devlin är en udde i provinsen Québec i Kanada. Den ligger i södra delen av sjön Lac Chibougamau i kommunen Chibougamau. Udden är namngiven efter politikern Charles Ramsay Devlin.